# Pål Benum
Pål Sverre Benum (* 3. August 1935 in Verdal; † 23. September 2021 in Trondheim) war ein norwegischer Leichtathlet.

## Leben
Pål Benum wurde in Verdal als älterer Bruder des Historikers Edgeir Benum geboren. Er zog nach Oslo, wo er für die IL i BUL startete. Bei den Olympischen Spielen 1964 in Tokio belegte er im 10.000-Meter-Lauf den 19. Platz. 1962 und 1964 wurde er norwegischer Meister über 5000 Meter. 1963 gelang ihm dieser Erfolg über 10.000 Meter.
Benum war auch als Crossläufer erfolgreich, so wurde er 1959 erstmals norwegischer Meister über 3 Kilometer. In den Jahren 1962, 1963 gewann Benum neben den 3 Kilometern auch den Meistertitel über 8 Kilometer.
Benum studierte in Oslo und Bergen Medizin und promovierte 1974. Sein Fachgebiet war die Orthopädie. Ab 1982 war Benum Professor für Medizin am St. Olavs hospital. Dort leitete er viele Jahre die orthopädische Abteilung und wurde für seine Verdienste 2006 zum Ritter 1. Klasse des Sankt-Olav-Orden ernannt.